# صورة لماريانا النمسا
لوحة بورتريه ماريانا النمساوية هي لوحة زيتية على قماش تم رسمها بين 1652–1653 رسمها دييغو فيلاسكيز ، الفنان الرائد في العصر الذهبي الإسباني . موضوعها ، دونا ماريانا (المعروفة باسم ماريا آنا) ، كانت ابنة الإمبراطور فرديناند الثالثة وماريا آنا من إسبانيا . كانت تبلغ من العمر تسعة عشر عامًا عندما تم الانتهاء من الرسم. على الرغم من وصفها بالحيوية والمرح في الحياة ، إلا أنها أعطيت تعبيرًا غير سعيد في صورة فيلاسكيز. اللوحة مطلية بظلال من الأسود والأحمر ، ووجهها مكوّن بشدة. تستقر يدها اليمنى على ظهر كرسي ، وتمسك بمنديل من الدانتيل في يدها اليسرى. تم تزيين صدرها بالمجوهرات ، بما في ذلك قلادة ذهبية وأساور وبروش ذهبي كبير. خلفها ساعة ترتكز على ستائر قرمزية تدل على مكانتها وتميزها.

## خلفية
ولدت ماريانا في 21 ديسمبر 1634 في فينر نيوستادت بالنمسا ، وهي الطفلة الثانية لفرديناند الثالث ، الإمبراطور الروماني المقدس ، وماريا آنا من إسبانيا ، أخت فيليب الرابع ملك إسبانيا . أنجبت ماريا ستة أطفال ، لم يبق منهم سوى ماريانا وابناها غاش سن الرشد: فرديناند (1633-1654) ، وليوبولد (1640-1705) ، الذي أصبح إمبراطورًا في عام 1658. توفيت زوجة فيليب الأولى ، إليزابيث البوربونية ، عن عمر يناهز 41 عامًا عام 1644. ابنهما الوحيد، بالتازار تشارلز مات من الجدري في أكتوبر 1646، بعد بضعة أشهر له خطوبة إلى ماريانا، ثم 13. ترك موته الملك الإسباني بلا ورثة.

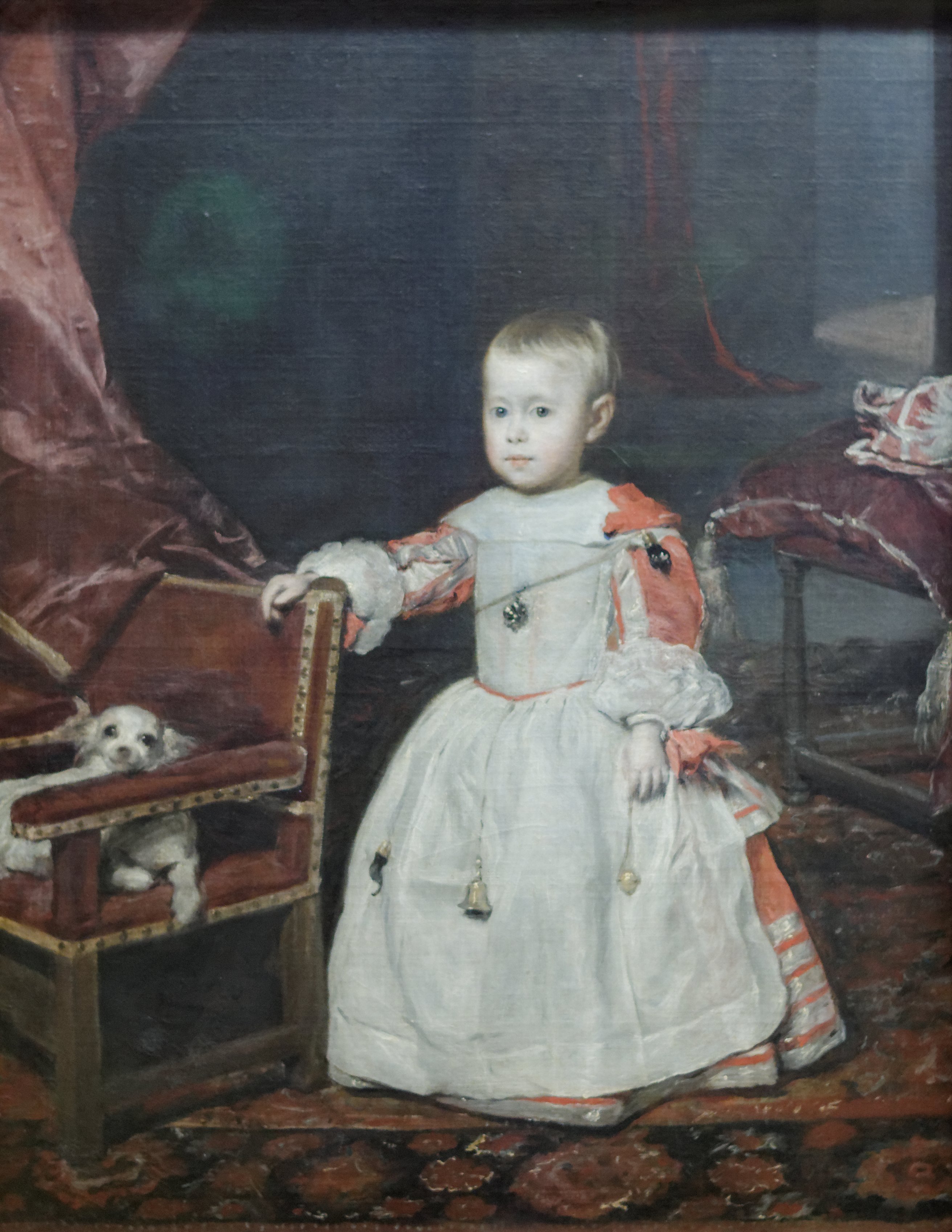
صورة للأمير فيليب بروسبيرو ، 1659. متحف Kunsthistorisches ، فيينا.

### اقتباسات
1. 1 2 3   https://www.museodelprado.es/coleccion/obra-de-arte/la-reina-doa-mariana-de-austria/1a32172a-5ffd-4da2-9df4-998f99f6176e. {{استشهاد ويب}}: |url= بحاجة لعنوان (مساعدة) والوسيط |title= غير موجود أو فارغ (من ويكي بيانات) (مساعدة)
2. ↑  Ortiz, Gallego (1989), p. 248
3. ↑  Justi (1889), p. 327
4. ↑  "Don Balthazar Carlos (1629–1646), son of Philip IV of Spain ق. 1638–1639". Royal Collection Trust. Retrieved 6 October 2019 نسخة محفوظة 6 أكتوبر 2019 على موقع واي باك مشين.
5. ↑  "Mariana of Austria (1634–1696), Queen of Spain". متحف المتروبوليتان للفنون. Retrieved 12 January 2018 نسخة محفوظة 22 نوفمبر 2020 على موقع واي باك مشين.

## روابط خارجية
- إدخال الكتالوج في برادو ، مدريد